# Lestidiops pacificus
Lestidiops pacificus är en fiskart som först beskrevs av Parr, 1931.  Lestidiops pacificus ingår i släktet Lestidiops och familjen laxtobisfiskar. Inga underarter finns listade i Catalogue of Life.